# Grete Kmentt-Montandon
Grete (Margarete) Kmentt-Montandon, geb. Montandon (* 13. Juni 1893 in Lilienfeld; † 9. Februar 1986 in Wien) war eine österreichische Malerin und Grafikerin. Von 1944 bis 1968 stand sie als Präsidentin der Vereinigung bildender Künstlerinnen Österreichs (VBKÖ) vor.

## Leben
Grete Montandon begann ihre künstlerische Ausbildung im Alter von 15 Jahren. Vor dem Ersten Weltkrieg war sie eine Schülerin von Ludwig Michalek und besuchte die École des Beaux-Arts in Paris. 1922 nahm sie ein Studium an der Wiener Akademie auf. Dort war sie in der Meisterklasse von Ferdinand Schmutzer.
Kmentt-Montandon unternahm Studienreisen innerhalb Europas (u. a. München, Italien, Portugal) und reiste 1945 nach Süd- und Nordamerika, wo sie Indianerreservate besichtigte. Ansonsten lebte sie als freie Künstlerin in Wien. Zu ihrem Freundeskreis gehörte die Malerin Stephanie Hollenstein. Ab den 1920er Jahren stellte Kmentt-Montandon regelmäßig in Wien aus, so beschickte sie 1926 die Ausstellung der Wiener Secession mit einer Alter Mann betitelten Radierung. Einen breiteren Überblick über ihr Schaffen vermittelte 1930 eine Sonderausstellung im Theseustempel, auf der ihre Landschaften, Bildnisse, eine Radierung mit religiösem Motiv und der Entwurf eines großflächigen Wandbildes zu sehen waren.
In der Zeit des Nationalsozialismus gehörte Kmentt-Montandon zu den Künstlerinnen, deren Ausstellungsbeteiligungen lobend kommentiert wurden. Auf der Großen Berliner Kunstausstellung 1942 präsentierte sie eine Radierung und zwei Zeichnungen. Neben Berta Alberta-Enno und Hedwig Wachner gehörte sie zu den Leiterinnen des 1942 gegründeten, kurzlebigen Vereins der Reichsgemeinschaft Deutscher Künstlerinnen und Kunstfreundinnen. Von 1944 bis 1968 war Kmentt-Montandon die fünfte Präsidentin der Vereinigung bildender Künstlerinnen Österreichs.
Grete Kmentt-Montandon war mit Maximilian Kmentt verheiratet und Mutter des Opernsängers Waldemar Kmentt. Sie starb im Alter von 92 Jahren in Wien. Ein Teilnachlass befindet sich im Archiv der VBKÖ.

## Werk
Grete Kmentt-Montandon wirkte als Malerin, Radiererin und Zeichnerin. Sie malte in Pastell, Aquarell und Öl. Zum Teil setzte sie bei ihren Gemälden die Spachteltechnik ein. Der zeitgenössische Kunsthistoriker Hans Ankwicz-Kleehoven sprach ihr eine besondere Eignung für das Porträtfach zu. Kmentt-Montandon porträtierte sowohl prominente Persönlichkeiten als auch anonyme Frauen und Kinder. Daneben schuf sie Landschaften im impressionistisch gehaltenen Stil, die unter anderem Motive aus Kärnten, Salzburg, Venezuela, Italien und von der portugiesischen Atlantikküste zeigen. Auch einige Aktbilder gehören zu ihrem Gesamtwerk. Für die von den Oblaten des hl. Franz von Sales herausgegebene Zeitschrift Licht trug sie Illustrationen bei.
Werke (Auswahl)
- Alter Mann, Radierung, 1926 ausgestellt auf der 88. Ausstellung der Vereinigung bildender Künstler Wiener Secession[11]
- Golgatha (Christus am Kreuz), Radierung, 1930 ausgestellt im Theseustempel
- Zwei Mütter (stillende Mutter und alte Frau im Hintergrund), Ölbild, 1930 ausgestellt im Theseustempel
- Wandbild im Speisesaal der Heilanstalt Grimmenstein (Figuren vor Tempel), 32 m², Entwurfsskizze in Tempera (1930 ausgestellt im Theseustempel), beauftragt von Stefan Licht[3]
- Bildnis Dr. Licht, Porträt von Stefan Licht, Präsident der Hauptanstalt der Angestelltenversicherung, Radierung, 43,8 × 53,8, signiert „Montandon Kmentt“. 1932 in der 17. Jahresausstellung der VBKÖ ausgestellt, Werksammlung VBKÖ
- Porträt des Malers Walter Russell, 1940 ausgestellt, Künstlerisches Frauenschaffen
- Mutter und Kind, um 1941[4]
- Perugia, Radierung, 1942 Große Berliner Kunstausstellung
- Eselstudien, Zeichnung, 1942 Große Berliner Kunstausstellung
- Weiblicher Rückenakt, Zeichnung, 1942 Große Berliner Kunstausstellung[5]
- Studien des Malers Hohenberger, 1948 ausgestellt, VBKÖ, Zedlitzhalle
- Armenierin, Porträt, 1950 ausgestellt
- Die Brandung, Ausfahrt der Fischer von Cascais, Fischversteigerung in Estorü, Pastelle, 1950 ausgestellt[10]
- Porträt der Schauspielerin Auguste Wilbrandt-Baudius
- Die Playa Grande bei la Guaira, Venezuela, Pastell, 32 × 48,5, signiert „Montandon Kmentt“, Werksammlung VBKÖ
- Frühlingssonntag im Prater, Aquarell, 36 × 48, signiert „Montandon Kmentt“, Werksammlung VBKÖ
- Mira Kumar, Pastell, 63 × 51,7, signiert „G. Kmentt-Montandon“, Werksammlung VBKÖ[9]

## Ausstellungen (Auswahl)
- 1925: Vereinigung der donauländischen Künstler, Theseustempel, Wien
- 1926: Wiener Secession
- 1927: Ausstellung des Aquarellistenclubs der Genossenschaft der bildenden Künstler Wiens, Wiener Künstlerhaus
- 1929, 1932, 1933: Künstlervereinigung Theseustempel
- 1930: Sonderausstellung im Theseustempel, Wien
- 1930, 1932, 1942, 1945, 1948, 1950: VBKÖ (meist Zedlitzhalle, Wien)
- 1940: Künstlerisches Frauenschaffen, NS-Frauenschaft/Deutsches Frauenwerk, Gaustelle Wien, Sezession, Wien
- 1942: Große Berliner Kunstausstellung, Nationalgalerie
- 1947: Erste grosse österreichische Kunstausstellung: Malerei, Plastik, Graphik, angewandte Kunst, Wiener Künstlerhaus
- 1950: Villa von Frederic Sillett, Fürfanggasse 5, Wien
- 1988: Galerie Peithner-Lichtenfels, Wien